# میرزا ابراهیم خیاط باشی
میرزا ابراهیم خیاط باشی از بزازان تهرانی بود، که در دوره نخست بعنوان نماینده تهران در مجلس شورای ملی حضور داشت.